# Horná Súča
Horná Súča es un municipio del distrito de Trenčín en la región de Trenčín, Eslovaquia, con una población estimada a final del año 2024 de 3281 habitantes.
Se encuentra ubicado en el centro-norte de la región, cerca del río Váh (cuenca hidrográfica del Danubio) y de la frontera con la República Checa.

## Demografía
| Año        | 1994 | 2004    | 2014    | 2024    |
| ---------- | ---- | ------- | ------- | ------- |
| Población  | 3640 | 3503    | 3422    | 3281    |
| Diferencia |      | −3,76 % | −2,31 % | −4,12 % |

| Año        | 2023 | 2024    |
| ---------- | ---- | ------- |
| Población  | 3276 | 3281    |
| Diferencia |      | +0,15 % |